# Sandro Serangeli
Sandro Serangeli (1939 – Camporotondo di Fiastrone, 20 maggio 2009) è stato un giurista e avvocato italiano.

## Biografia
Docente di Diritto Romano e direttore del Centro Studi Storici nella facoltà di giurisprudenza dell'Università di Macerata, ha scritto testi e saggi in quest'ambito, dalla fine dell'impero romano ai tempi moderni, in studi generali o concentrando anche l'attenzione sulla zona del maceratese.

## Pubblicazioni
- Studi sulla revoca del testamento in diritto romano: contributo allo studio delle forme testamentarie, Milano, Giuffrè Editore, 1982
- Diritto romano e "Rota Povinciae Marchiae", Torino, Giappichelli Editore, 1994
- Atti dello Studium generale maceratense dal 1541 al 1551, Torino, Giappichelli Editore, 1999
- Atti dello Studium generale maceratense dal 1551 al 1579, Torino, G. Giappichelli, 1998
- I laureati dell'antica università di Macerata, Torino, G. Giappichelli, 2003
- Gli statuta dell'antica Università di Macerata (1540-1824) (con Lorella Ramadu-Mariani, Raffaella Zambuto), Torino, G. Giappichelli, 2006
- I docenti dell'antica Università di Macerata (1540-1824), Torino, G. Giappichelli, 2010